# 그대 목소리
《그대 목소리》는 1995년 5월 15일부터 같은 해 10월 7일까지 방영되었던 SBS의 아침드라마이다.

## 제작진
- 극본 : 이재우, 이유인
- 연출 : 이종한

## 출연
- 윤여정(언년이)
- 장민호(주 회장)
- 김영애(지숙)
- 한진희(장승렬)
- 전무송(이정훈)
- 박근형(익균)
- 박혜숙(이지연)
- 송영창(이정완)
- 오아랑(정아)
- 김규철(석영)
- 최황빈(민우)
- 권소정(이은)
- 최지숙(조소희)
- 박병선, 박성민, 옥승일